# Zequinha (ur. 1949)
Zequinha, właśc. José Márcio Pereira da Silva (ur. 17 listopada 1949 w Leopoldinie) – brazylijski piłkarz, występujący podczas kariery na pozycji napastnika.

## Kariera klubowa
Zequinha swoją piłkarską karierę rozpoczął w klubie CR Flamengo w 1967. W latach 1967–1974 był zawodnikiem Botafogo FR. Z Botafogo zdobył mistrzostwo stanu Rio de Janeiro – Campeonato Carioca w 1968 oraz Taça Brasil w 1968. W barwach Botafogo zadebiutował 8 sierpnia 1971 w zremisowanym 0-0 derbowym meczu ze Ameriką zadebiutował w lidze brazylijskiej. W latach 1974–1977 występował w Grêmio Porto Alegre. Z Grêmio zdobył mistrzostwo stanu Rio Grande do Sul – Campeonato Gaúcho w 1977.
Ostatnim brazylijskim klubem w karierze Zequinhi było São Paulo FC. Z São Paulo zdobył mistrzostwo Brazylii w 1977. W barwach São Paulo 23 lipca 1978 w przegranym 1-2 meczu z Botafogo Zequinha po raz ostatni wystąpił w lidze. Ogółem w latach 1971–1978 rozegrał w lidze 169 spotkań, w których strzelił 18 bramek. Ostatnie lata kariery spędził w USA, w którym zakończył karierę w 1983 w klubie Tulsa Roughnecks.

## Kariera reprezentacyjna
Zequinha w reprezentacji Brazylii zadebiutował 11 lipca 1971 w zremisowanym 1-1 towarzyskim meczu z reprezentacją Austrii. Ostatni raz w reprezentacji Zequinha wystąpił 19 grudnia 1973 w wygranym 2-1 towarzyskim meczu z Drużyną Gwiazd.
| Mecze i gole w reprezentacji | Mecze i gole w reprezentacji | Mecze i gole w reprezentacji | Mecze i gole w reprezentacji | Mecze i gole w reprezentacji | Mecze i gole w reprezentacji | Mecze i gole w reprezentacji |
| #                            | Data                         | Miasto                       | Przeciwnik                   | Gol                          | Wynik                        | Rozgrywki                    |
| ---------------------------- | ---------------------------- | ---------------------------- | ---------------------------- | ---------------------------- | ---------------------------- | ---------------------------- |
| 1.                           | 11.07.1971                   | São Paulo                    | Austria                      |                              | 1:1                          | towarzyski                   |
| 2.                           | 14.07.1971                   | Rio de Janeiro               | Czechosłowacja               |                              | 1:0                          | towarzyski                   |
| 3.                           | 18.07.1971                   | Rio de Janeiro               | Jugosławia                   |                              | 2:2                          | towarzyski                   |
| 4.                           | 21.07.1971                   | Rio de Janeiro               | Węgry                        |                              | 0:0                          | towarzyski                   |
| 5.                           | 24.07.1971                   | Rio de Janeiro               | Paragwaj                     |                              | 1:0                          | towarzyski                   |
| N1.                          | 19.12.1973                   | Rio de Janeiro               | Drużyna Gwiazd               |                              | 2:1                          | towarzyski                   |